# Copa América 2015 (soupisky)
Soupisky na Copa América 2015, která se hrála v Chile.
| Zlato            | Stříbro              | Bronz           |
| ---------------- | -------------------- | --------------- |
| Chile • Soupiska | Argentina • Soupiska | Peru • Soupiska |

## Skupina A

### Chile
Hlavní trenér:  Jorge Sampaoli
| Jméno                 | Datum narození | Klub                          |
| Brankáři              | Brankáři       | Brankáři                      |
| --------------------- | -------------- | ----------------------------- |
| Claudio Bravo -       | 13.4.1983      | FC Barcelona                  |
| Paulo Garcés          | 2.8.1984       | Colo-Colo                     |
| Johnny Herrera        | 9.5.1981       | Club Universidad de Chile     |
| Obránci               |                |                               |
| Eugenio Mena          | 18.7.1988      | Cruzeiro Esporte Clube        |
| Miiko Albornoz        | 30.11.1990     | Hannover 96                   |
| Mauricio Isla         | 12.6.1988      | Queens Park Rangers FC        |
| José Manuel Rojas     | 3.6.1983       | Club Universidad de Chile     |
| Jean Beausejour       | 3.6.1984       | Colo-Colo                     |
| Gary Medel            | 3.8.1987       | FC Inter Milán                |
| Gonzalo Jara          | 29.8.1985      | 1. FSV Mainz 05               |
| Záložníci             |                |                               |
| Francisco Silva       | 11.2.1986      | Club Brugge KV                |
| José Pedro Fuenzalida | 22.2.1985      | CA Boca Juniors               |
| Arturo Vidal          | 22.5.1987      | Juventus FC                   |
| Jorge Valdivia        | 19.10.1983     | Sociedade Esportiva Palmeiras |
| Matías Fernández      | 15.5.1986      | ACF Fiorentina                |
| David Pizarro         | 11.9.1979      | ACF Fiorentina                |
| Felipe Gutiérrez      | 8.10.1990      | FC Twente                     |
| Charles Aránguiz      | 17.4.1989      | Sport Club Internacional      |
| Marcelo Díaz          | 30.12.1986     | Hamburger SV                  |
| Útočníci              |                |                               |
| Alexis Sánchez        | 19.12.1988     | Arsenal FC                    |
| Mauricio Pinilla      | 4.2.1984       | Atalanta BC                   |
| Eduardo Vargas        | 20.11.1989     | Queens Park Rangers FC        |
| Ángelo Henríquez      | 13.4.1994      | GNK Dinamo Záhřeb             |

### Mexiko
Hlavní trenér:  Miguel Herrera
| Jméno                  | Datum narození | Klub                      |
| Brankáři               | Brankáři       | Brankáři                  |
| ---------------------- | -------------- | ------------------------- |
| José de Jesús Corona   | 26.1.1981      | Cruz Azul                 |
| Alfredo Talavera       | 18.9.1982      | Deportivo Toluca FC       |
| Melitón Hernández      | 15.10.1982     | Club Deportivo Veracruz   |
| Obránci                |                |                           |
| Julio César Domínguez  | 8.11.1987      | Cruz Azul                 |
| Hugo Ayala             | 31.3.1987      | Tigres UANL               |
| Rafael Márquez -       | 13.2.1979      | Hellas Verona FC          |
| Carlos Salcedo         | 29.9.1993      | CD Guadalajara            |
| Juan Carlos Valenzuela | 15.5.1984      | Atlas FC                  |
| Gerardo Flores         | 5.2.1986       | Cruz Azul                 |
| Adrián Aldrete         | 14.6.1988      | Santos Laguna             |
| George Corral          | 18.7.1990      | Querétaro FC              |
| Efraín Velarde         | 15.4.1986      | CF Monterrey              |
| Záložníci              |                |                           |
| Juan Carlos Medina     | 22.8.1983      | Atlas FC                  |
| Javier Güémez          | 17.10.1991     | Club Tijuana              |
| Marco Fabián           | 21.7.1989      | CD Guadalajara            |
| Luis Montes            | 15.5.1986      | Club León                 |
| Javier Aquino          | 11.2.1990      | Rayo Vallecano            |
| Mario Osuna            | 20.8.1988      | Querétaro FC              |
| Útočníci               |                |                           |
| Jesús Manuel Corona    | 6.1.1993       | FC Twente                 |
| Raúl Jiménez           | 5.5.1991       | Atlético Madrid           |
| Enrique Esqueda        | 19.4.1988      | Tigres UANL               |
| Vicente Matías Vuoso   | 3.11.1981      | Chiapas FC                |
| Eduardo Herrera        | 25.7.1988      | Club Universidad Nacional |

### Ekvádor
Hlavní trenér:  Gustavo Quinteros
| Jméno               | Datum narození | Klub                             |
| Brankáři            | Brankáři       | Brankáři                         |
| ------------------- | -------------- | -------------------------------- |
| Librado Azcona      | 18.1.1984      | Independiente del Valle          |
| Esteban Dreer       | 11.11.1981     | CS Emelec                        |
| Alexander Domínguez | 5.6.1987       | LDU Quito                        |
| Obránci             |                |                                  |
| Arturo Mina         | 8.10.1990      | Independiente del Valle          |
| Frickson Erazo      | 5.5.1988       | Grêmio Foot-Ball Porto Alegrense |
| Juan Carlos Paredes | 8.7.1987       | Watford FC                       |
| Walter Ayoví -      | 11.8.1979      | CF Pachuca                       |
| Mario Pineida       | 6.7.1992       | Independiente del Valle          |
| Óscar Bagüí         | 10.12.1982     | CS Emelec                        |
| John Narváez        | 12.6.1991      | CS Emelec                        |
| Gabriel Achilier    | 23.3.1985      | CS Emelec                        |
| Záložníci           |                |                                  |
| Renato Ibarra       | 20.1.1991      | Vitesse                          |
| Christian Noboa     | 9.4.1985       | PAOK Soluň                       |
| Jefferson Montero   | 1.9.1989       | Swansea City AFC                 |
| Juan Cazares        | 3.4.1992       | CA Banfield                      |
| Osbaldo Lastra      | 10.8.1983      | CS Emelec                        |
| Pedro Quiñónez      | 4.3.1986       | CS Emelec                        |
| Pedro Larrea        | 21.5.1986      | LDU Loja                         |
| Jonathan González   | 7.3.1995       | Leones Negros UdeG               |
| Útočníci            |                |                                  |
| Miller Bolaños      | 1.6.1990       | CS Emelec                        |
| Fidel Martínez      | 15.2.1990      | Leones Negros UdeG               |
| Enner Valencia      | 4.11.1989      | West Ham United FC               |
| Daniel Angulo       | 16.11.1986     | Independiente del Valle          |

### Bolívie
Hlavní trenér:  Mauricio Soria
| Jméno                   | Datum narození | Klub                  |
| Brankáři                | Brankáři       | Brankáři              |
| ----------------------- | -------------- | --------------------- |
| Romel Quiñoñez          | 25.6.1992      | Club Bolívar          |
| José Peñarrieta         | 18.11.1988     | Club Petrolero        |
| Hugo Suárez             | 7.2.1982       | Club Blooming         |
| Obránci                 |                |                       |
| Miguel Ángel Hurtado    | 4.7.1985       | Club Blooming         |
| Leonel Morales          | 2.9.1988       | Club Blooming         |
| Ronald Eguino           | 20.2.1988      | Club Bolívar          |
| Edemir Rodríguez        | 21.10.1984     | Club Bolívar          |
| Ronald Raldes -         | 20.4.1981      | CD Oriente Petrolero  |
| Marvin Bejarano         | 6.3.1988       | CD Oriente Petrolero  |
| Cristian Coimbra        | 31.12.1988     | Club Blooming         |
| Edward Zenteno          | 5.12.1984      | CD Jorge Wilstermann  |
| Záložníci               |                |                       |
| Alejandro Chumacero     | 22.4.1991      | Club The Strongest    |
| Danny Bejarano          | 3.1.1994       | CD Oriente Petrolero  |
| Martin Smedberg-Dalence | 10.5.1984      | IFK Göteborg          |
| Damián Lizio            | 30.6.1989      | O'Higgins FC          |
| Damir Miranda           | 6.10.1985      | Club Bolívar          |
| Sebastián Gamarra       | 15.1.1997      | AC Milán              |
| Wálter Veizaga          | 22.4.1986      | Club The Strongest    |
| Jhasmani Campos         | 10.5.1988      | Club Bolívar          |
| Útočníci                |                |                       |
| Alcides Peña            | 14.1.1989      | CD Oriente Petrolero  |
| Marcelo Moreno          | 18.6.1987      | Čchang-čchun Ja-tchaj |
| Pablo Daniel Escobar    | 23.2.1979      | Club The Strongest    |
| Ricardo Pedriel         | 1.9.1987       | Mersin İdmanyurdu SK  |

## Skupina B

### Argentina
Hlavní trenér:  Gerardo Martino
| Jméno                | Datum narození | Klub                     |
| Brankáři             | Brankáři       | Brankáři                 |
| -------------------- | -------------- | ------------------------ |
| Sergio Germán Romero | 22.2.1987      | UC Sampdoria             |
| Nahuel Guzmán        | 10.2.1986      | Tigres UANL              |
| Agustín Marchesín    | 16.3.1988      | Santos Laguna            |
| Obránci              |                |                          |
| Ezequiel Garay       | 10.10.1986     | FK Zenit Sankt-Petěrburg |
| Facundo Roncaglia    | 10.2.1987      | Janov CFC                |
| Pablo Zabaleta       | 16.1.1985      | Manchester City FC       |
| Milton Casco         | 11.4.1988      | CA Newell's Old Boys     |
| Martín Demichelis    | 20.12.1980     | Manchester City FC       |
| Marcos Rojo          | 20.3.1990      | Manchester United FC     |
| Nicolás Otamendi     | 12.2.1988      | Valencia CF              |
| Záložníci            |                |                          |
| Fernando Gago        | 10.4.1986      | CA Boca Juniors          |
| Lucas Biglia         | 30.1.1986      | SS Lazio                 |
| Ángel Di María       | 14.2.1988      | Manchester United FC     |
| Roberto Pereyra      | 7.1.1991       | Juventus FC              |
| Javier Mascherano    | 8.6.1984       | FC Barcelona             |
| Éver Banega          | 29.6.1988      | Sevilla FC               |
| Érik Lamela          | 4.3.1992       | Tottenham Hotspur FC     |
| Javier Pastore       | 20.6.1989      | Paris Saint-Germain FC   |
| Útočníci             |                |                          |
| Gonzalo Higuaín      | 10.12.1987     | SSC Neapol               |
| Lionel Messi -       | 24.6.1987      | FC Barcelona             |
| Sergio Agüero        | 2.6.1988       | Manchester City FC       |
| Carlos Tévez         | 7.2.1984       | Juventus FC              |
| Ezequiel Lavezzi     | 3.5.1985       | Paris Saint-Germain FC   |

### Uruguay
Hlavní trenér:  Óscar Tabárez
| Jméno                  | Datum narození | Klub                      |
| Brankáři               | Brankáři       | Brankáři                  |
| ---------------------- | -------------- | ------------------------- |
| Fernando Muslera       | 16.6.1986      | Galatasaray SK            |
| Rodrigo Muñoz          | 22.1.1982      | Club Libertad             |
| Martín Silva           | 25.3.1983      | CR Vasco da Gama          |
| Obránci                |                |                           |
| José María Giménez     | 20.1.1995      | Atlético Madrid           |
| Diego Godín -          | 16.2.1986      | Atlético Madrid           |
| Jorge Fucile           | 19.11.1984     | Nacional Montevideo       |
| Álvaro Pereira         | 28.11.1985     | Estudiantes de la Plata   |
| Gastón Silva           | 5.3.1994       | Turín FC                  |
| Maximiliano Pereira    | 8.6.1984       | Benfica Lisabon           |
| Mathías Corujo         | 8.5.1986       | Club Universidad de Chile |
| Sebastián Coates       | 7.10.1990      | Sunderland AFC            |
| Záložníci              |                |                           |
| Carlos Sánchez         | 2.12.1984      | CA River Plate            |
| Cristian Rodríguez     | 30.9.1985      | Parma Calcio 1913         |
| Giorgian de Arrascaeta | 1.5.1994       | Cruzeiro Esporte Clube    |
| Nicolás Lodeiro        | 21.3.1989      | CA Boca Juniors           |
| Guzmán Pereira         | 16.5.1991      | Club Universidad de Chile |
| Egidio Arévalo         | 1.1.1982       | Tigres UANL               |
| Álvaro González        | 29.10.1984     | Turín FC                  |
| Útočníci               |                |                           |
| Abel Hernández         | 8.8.1990       | Hull City AFC             |
| Diego Rolán            | 24.3.1993      | FC Girondins de Bordeaux  |
| Cristhian Stuani       | 12.10.1986     | RCD Espanyol              |
| Edinson Cavani         | 14.2.1987      | Paris Saint-Germain FC    |
| Jonathan Rodríguez     | 6.7.1993       | Benfica Lisabon           |

### Paraguay
Hlavní trenér:  Ramón Díaz
| Jméno               | Datum narození | Klub                      |
| Brankáři            | Brankáři       | Brankáři                  |
| ------------------- | -------------- | ------------------------- |
| Justo Villar        | 30.6.1977      | Colo-Colo                 |
| Antony Silva        | 27.2.1984      | Independiente Medellín    |
| Alfredo Aguilar     | 18.7.1988      | Club Guaraní              |
| Obránci             |                |                           |
| Iván Piris          | 10.3.1989      | Udinese Calcio            |
| Marcos Cáceres      | 5.5.1986       | CA Newell's Old Boys      |
| Pablo Aguilar       | 2.4.1987       | Club América              |
| Bruno Valdez        | 6.10.1992      | Cerro Porteño             |
| Miguel Samudio      | 24.8.1986      | Club América              |
| Paulo da Silva      | 1.2.1980       | Deportivo Toluca FC       |
| Fabián Balbuena     | 23.8.1991      | Club Libertad             |
| Záložníci           |                |                           |
| Richard Ortiz       | 22.5.1990      | Deportivo Toluca FC       |
| Víctor Cáceres      | 25.3.1985      | CR Flamengo               |
| Osmar Molinas       | 3.5.1987       | Club Libertad             |
| Osvaldo Martínez    | 8.4.1986       | Club América              |
| Néstor Ortigoza     | 7.12.1984      | CA San Lorenzo de Almagro |
| Óscar Romero        | 4.7.1992       | Racing Club               |
| Eduardo Aranda      | 28.1.1985      | Club Olimpia              |
| Útočníci            |                |                           |
| Raúl Bobadilla      | 18.6.1987      | FC Augsburg               |
| Lucas Barrios       | 13.11.1984     | Montpellier HSC           |
| Roque Santa Cruz -  | 16.8.1981      | Cruz Azul                 |
| Derlis González     | 23.3.1994      | FC Basilej                |
| Édgar Benítez       | 8.11.1987      | Deportivo Toluca FC       |
| Nelson Haedo Valdez | 28.11.1983     | Eintracht Frankfurt       |

### Jamajka
Hlavní trenér:  Winfried Schäfer
| Jméno            | Datum narození | Klub                      |
| Brankáři         | Brankáři       | Brankáři                  |
| ---------------- | -------------- | ------------------------- |
| Duwayne Kerr     | 16.2.1987      | Sarpsborg 08 FF           |
| Dwayne Miller    | 14.7.1987      | Syrianska FC              |
| Ryan Thompson    | 7.1.1985       | Pittsburgh Riverhounds SC |
| Obránci          |                |                           |
| Daniel Gordon    | 16.1.1985      | Karlsruher SC             |
| Michael Hector   | 19.7.1992      | Reading FC                |
| Wes Morgan       | 21.1.1984      | Leicester City FC         |
| Hughan Gray      | 25.3.1987      | Waterhouse FC             |
| Adrian Mariappa  | 3.10.1986      | Crystal Palace FC         |
| Kemar Lawrence   | 17.9.1992      | New York Red Bulls        |
| Jermaine Taylor  | 14.1.1985      | Houston Dynamo FC         |
| Záložníci        |                |                           |
| Lance Laing      | 28.2.1988      | FC Edmonton               |
| Jobi McAnuff     | 3.11.1981      | Leyton Orient FC          |
| Je-Vaughn Watson | 22.10.1983     | FC Dallas                 |
| Joel Grant       | 26.8.1987      | Yeovil Town FC            |
| Rodolph Austin - | 1.6.1985       | Leeds United FC           |
| Garath McCleary  | 15.5.1987      | Reading FC                |
| Útočníci         |                |                           |
| Deshorn Brown    | 22.12.1990     | Vålerenga IF              |
| Romeo Parkes     | 20.11.1990     | AD Isidro Metapán         |
| Giles Barnes     | 5.8.1988       | Houston Dynamo FC         |
| Darren Mattocks  | 2.9.1990       | Vancouver Whitecaps FC    |
| Dino Williams    | 31.3.1990      | Montego Bay United FC     |
| Allan Ottey      | 18.12.1992     | Montego Bay United FC     |
| Simon Dawkins    | 1.12.1987      | Derby County FC           |

## Skupina C

### Brazílie
Hlavní trenér:  Dunga
| Jméno             | Datum narození | Klub                             |
| Brankáři          | Brankáři       | Brankáři                         |
| ----------------- | -------------- | -------------------------------- |
| Jefferson         | 2.1.1983       | Botafogo FR                      |
| Neto              | 19.7.1989      | ACF Fiorentina                   |
| Marcelo Grohe     | 13.1.1987      | Grêmio Foot-Ball Porto Alegrense |
| Obránci           |                |                                  |
| Dani Alves        | 6.5.1983       | FC Barcelona                     |
| João Miranda      | 7.9.1984       | Atlético Madrid                  |
| David Luiz        | 22.4.1987      | Paris Saint-Germain FC           |
| Filipe Luís       | 9.8.1985       | Chelsea FC                       |
| Marquinhos        | 14.5.1994      | Paris Saint-Germain FC           |
| Thiago Silva      | 22.9.1984      | Paris Saint-Germain FC           |
| Geferson          | 13.5.1994      | Sport Club Internacional         |
| Fabinho           | 23.10.1993     | AS Monaco FC                     |
| Záložníci         |                |                                  |
| Fernandinho       | 4.5.1985       | Manchester City FC               |
| Douglas Costa     | 14.9.1990      | FK Šachtar Doněck                |
| Elias             | 16.5.1985      | SC Corinthians Paulista          |
| Roberto Firmino   | 2.10.1991      | TSG 1899 Hoffenheim              |
| Fred              | 5.3.1993       | FK Šachtar Doněck                |
| Éverton Ribeiro   | 10.4.1989      | Šabab Al Ahli Club               |
| Willian           | 9.8.1988       | Chelsea FC                       |
| Philippe Coutinho | 12.6.1992      | Liverpool FC                     |
| Casemiro          | 23.2.1992      | FC Porto                         |
| Útočníci          |                |                                  |
| Diego Tardelli    | 10.5.1985      | Šan-tung Lu-neng Tchaj-šan       |
| Neymar -          | 5.2.1992       | FC Barcelona                     |
| Robinho           | 25.1.1984      | Santos FC                        |

### Kolumbie
Hlavní trenér:  José Pékerman
| Jméno                   | Datum narození | Klub                  |
| Brankáři                | Brankáři       | Brankáři              |
| ----------------------- | -------------- | --------------------- |
| David Ospina            | 31.8.1988      | Arsenal FC            |
| Camilo Vargas           | 1.9.1989       | Atlético Nacional     |
| Cristian Bonilla        | 2.6.1993       | CD La Equidad Seguros |
| Obránci                 |                |                       |
| Cristián Zapata         | 30.9.1986      | AC Milán              |
| Pedro Franco            | 23.4.1991      | Beşiktaş JK           |
| Santiago Arias          | 13.1.1992      | PSV Eindhoven         |
| Pablo Armero            | 2.11.1986      | CR Flamengo           |
| Darwin Andrade          | 11.2.1991      | Standard Lutych       |
| Carlos Valdés           | 22.5.1985      | Nacional Montevideo   |
| Gerardo Flores          | 14.12.1985     | SSC Neapol            |
| Jeison Murillo          | 27.5.1992      | Granada CF            |
| Záložníci               |                |                       |
| Edwin Valencia          | 29.3.1985      | Santos FC             |
| Carlos Sánchez Moreno   | 6.2.1986       | Aston Villa FC        |
| Edwin Cardona           | 8.12.1992      | CF Monterrey          |
| James Rodríguez         | 12.7.1991      | Real Madrid           |
| Juan Guillermo Cuadrado | 26.5.1988      | Chelsea FC            |
| Alexander Mejía         | 7.9.1988       | CF Monterrey          |
| Útočníci                |                |                       |
| Radamel Falcao -        | 10.2.1986      | Manchester United FC  |
| Víctor Ibarbo           | 19.5.1990      | AS Řím                |
| Carlos Bacca            | 8.9.1986       | Sevilla FC            |
| Teófilo Gutiérrez       | 28.5.1985      | CA River Plate        |
| Luis Muriel             | 18.4.1991      | UC Sampdoria          |
| Jackson Martínez        | 3.10.1986      | FC Porto              |

### Peru
Hlavní trenér:  Ricardo Gareca
| Jméno              | Datum narození | Klub                                            |
| Brankáři           | Brankáři       | Brankáři                                        |
| ------------------ | -------------- | ----------------------------------------------- |
| Pedro Gallese      | 23.2.1990      | Club Juan Aurich                                |
| Diego Penny        | 22.4.1984      | Club Sporting Cristal                           |
| Salomón Libman     | 25.2.1984      | Club Deportivo Universidad César Vallejo        |
| Obránci            |                |                                                 |
| Jair Céspedes      | 22.5.1984      | Club Juan Aurich                                |
| Hansell Riojas     | 15.10.1991     | Club Deportivo Universidad César Vallejo        |
| Pedro Requena      | 24.1.1991      | Club Deportivo Universidad César Vallejo        |
| Carlos Zambrano    | 10.7.1989      | Eintracht Frankfurt                             |
| Christian Ramos    | 4.11.1988      | Club Juan Aurich                                |
| Luis Advíncula     | 2.3.1990       | Vitória FC                                      |
| Yoshimar Yotún     | 7.4.1990       | Malmö FF                                        |
| Záložníci          |                |                                                 |
| Juan Manuel Vargas | 5.10.1983      | ACF Fiorentina                                  |
| Paolo Hurtado      | 27.7.1990      | FC Paços de Ferreira                            |
| Christian Cueva    | 23.11.1991     | Alianza Lima                                    |
| Edwin Retamoso     | 23.2.1982      | Cusco FC                                        |
| Carlos Lobatón     | 6.2.1980       | Club Sporting Cristal                           |
| Joel Sánchez       | 11.6.1989      | Club Deportivo Universidad San Martín de Porres |
| Josepmir Ballón    | 21.3.1988      | Club Sporting Cristal                           |
| Carlos Ascues      | 6.6.1992       | FBC Melgar                                      |
| Útočníci           |                |                                                 |
| Paolo Guerrero     | 1.1.1984       | SC Corinthians Paulista                         |
| Jefferson Farfán   | 26.10.1984     | FC Schalke 04                                   |
| Yordy Reyna        | 17.9.1993      | RB Leipzig                                      |
| Claudio Pizarro -  | 3.10.1978      | FC Bayern Mnichov                               |
| André Carrillo     | 14.6.1991      | Sporting CP                                     |

### Venezuela
Hlavní trenér:  Noel Sanvicente
| Jméno               | Datum narození | Klub                     |
| Brankáři            | Brankáři       | Brankáři                 |
| ------------------- | -------------- | ------------------------ |
| Alain Baroja        | 23.10.1989     | Caracas FC               |
| Dani Hernández      | 21.10.1985     | CD Tenerife              |
| Wuilker Faríñez     | 15.2.1998      | Caracas FC               |
| Obránci             |                |                          |
| Wilker Ángel        | 18.3.1993      | Deportivo Táchira FC     |
| Andrés Túñez        | 15.3.1987      | Buriram United FC        |
| Oswaldo Vizcarrondo | 31.5.1984      | FC Nantes                |
| Fernando Amorebieta | 29.3.1985      | Middlesbrough FC         |
| Gabriel Cichero     | 25.4.1984      | ACCD Mineros de Guayana  |
| Roberto Rosales     | 20.11.1988     | Málaga CF                |
| Grenddy Perozo      | 28.2.1986      | AC Ajaccio               |
| Záložníci           |                |                          |
| Tomás Rincón        | 13.1.1988      | Janov CFC                |
| Ronald Vargas       | 2.12.1986      | Balıkesirspor            |
| César González      | 1.10.1982      | Deportivo Táchira FC     |
| Luis Manuel Seijas  | 23.6.1986      | Independiente Santa Fe   |
| Franklin Lucena     | 20.2.1981      | Deportivo La Guaira      |
| Alejandro Guerra    | 9.7.1985       | Atlético Nacional        |
| Juan Arango -       | 17.5.1980      | Club Tijuana             |
| Rafael Acosta       | 13.2.1989      | ACCD Mineros de Guayana  |
| Jhon Murillo        | 21.11.1995     | Zamora FC                |
| Útočníci            |                |                          |
| Miku                | 19.8.1985      | Rayo Vallecano           |
| José Salomón Rondón | 16.9.1989      | FK Zenit Sankt-Petěrburg |
| Josef Martínez      | 19.5.1993      | Turín FC                 |
| Gelmin Rivas        | 23.3.1989      | Deportivo Táchira FC     |